# The Once Over
The Once Over è un cortometraggio muto del 1915 diretto da Fred Cooley. Prodotto dalla American Film Manufacturing Company su un soggetto di Clyde Campbell, è una commedia che aveva come interpreti Webster Campbell, James Harris, Virginia Kirtley.

## Trama
L'espressione preferita di Tom Brown è "una dopo l'altra". Il suo coinquilino, Bob Green, è invece follemente innamorato di una ragazza che Tom non conosce e con la quale ha un appuntamento alle due. Tom, gironzolando in centro, incontra Nellie, una bella ragazza che gli racconta di avere un appuntamento con un vecchio parruccone di cui lei vorrebbe sbarazzarsi. Il vecchio parruccone risulta essere Bob. Tom, divertito, prende in giro l'amico che lascia la coppia annunciando che sta andando a suicidarsi. Nellie e Tom lo seguono nel parco dove Bob finge di voler buttarsi nel lago. I due si rendono conto del bluff e, dopo averlo spinto in acqua, avvisano un poliziotto che un uomo vuole suicidarsi. L'agente arresta Bob, chiudendolo poi in cella.

Mentre si trova lì, Nellie e Tom passano davanti alla sua inferriata informandolo che ormai è finita e loro stanno per sposarsi, invitandolo dopo a chiamarli.

Dopo il matrimonio, Nellie porta Tom a casa sua dove lui trova quattro bambini. Lei gli spiega che ha dimenticato di dirgli che sono frutto del suo primo matrimonio e Tom, a quella rivelazione, sta quasi per svenire.

Nel frattempo, Bob è stato rilasciato e ha letto il biglietto dell'amico. Deciso a vendicarsi, compera una pistola e si reca a casa dei traditori. Guardando dalla finestra, vede Tom circondato da bambini: la sua ira sbolle e si rende conto di averla scampata bella. Rimette il revolver in tasca ed entra in casa, annunciando che è "venuto a dare un'occhiata".

## Produzione
Il film fu prodotto dalla American Film Manufacturing Company.

## Distribuzione
Distribuito dalla Mutual, il film - un cortometraggio in due bobine - uscì nelle sale statunitensi il 6 aprile 1915.